# Сарасате, Пабло де
Пабло Мартин Мелитон де Сарасате-и-Наваскуэс (Pablo Martín Melitón de Sarasate y Navascués; 10 марта 1844, Памплона — 20 сентября 1908, Биарриц), более известный как Па́бло де Сараса́те (исп. Pablo de Sarasate) — испанский скрипач и композитор.

## Биография
Сарасате родился 10 марта 1844 года в Памплоне (Наварра) в семье военного капельмейстера и очень рано проявил музыкальные способности. Обучаться игре на скрипке начал с пяти лет под руководством отца, а уже три года спустя дал первый публичный концерт в Ла-Корунье. Общество проявило к юному виртуозу неподдельный интерес, и с финансовой поддержкой одной из местных графинь он смог начать обучение в Мадриде, где вскоре выступил в присутствии королевы Изабеллы. Одобрительно отозвавшись о таланте Сарасате, королева преподнесла ему в дар скрипку работы Страдивари. В 1854 году скрипач поступил в Парижскую консерваторию, где обучался у Жана Дельфена Аляра, и блестяще окончил её с первыми премиями как по специальности, так и по гармонии в 1859 году. Сольный дебют Сарасате в Париже состоялся в 1860 году, и вскоре он получил мировую известность благодаря идеальной чистоте исполнения, богатой палитре звучания, виртуозной технике и лёгкости игры. В это же время стали появляться его первые сочинения для скрипки, среди которых выделяется фантазия на темы из оперы «Кармен», которую он сам блестяще исполнял на своих многочисленных концертах. В 1867—1871 годах состоялось его концертное турне по Северной и Южной Америке. Четыре раза Сарасате гастролировал в России, под впечатлением написал «Русские песни» для скрипки с оркестром (op. 49). Сарасате также был хорошим камерным музыкантом и часто играл в составе различных струнных квартетов.
Музыканту посвящены (и во многих случаях впервые им исполнены) скрипичные произведения композиторов-современников, высоко ценивших его дар: Первый и Третий концерты, а также Интродукция и рондо каприччиозо Сен-Санса, Второй концерт и Шотландская фантазия Бруха, «Испанская симфония» Лало, Вариации Иоахима и другие сочинения, прочно вошедшие в репертуар как самого Сарасате, так и скрипачей последующих поколений.
Сарасате — автор 54 произведений, написанных исключительно для скрипки. Среди них наиболее известны «Цыганские напевы», ряд пьес из сборника «Испанские танцы», «Андалузская серенада», Интродукция и тарантелла, фантазии на темы популярных опер. Его сочинения по праву относят[кто?] к шлягерам скрипичного репертуара.

## Список произведений
Сарасате сочинил более пятидесяти опусов, каждый из которых включает скрипку, и пронумеровал 54 из них.
| Опус | Произведение                                                     | Инструменты                        |
| ---- | ---------------------------------------------------------------- | ---------------------------------- |
| —    | Фантазия-каприччио (Фантазия-каприс / Fantaisie-Caprice)         | скрипка и фортепиано               |
| —    | Птицы Чили / Los pajaros de Chile                                | скрипка и фортепиано               |
| —    | Воспоминание об опере Ш. Гуно «Фауст»                            | скрипка и фортепиано               |
| 1    | Фантазия на тему оперы Дж. Верди «Сила судьбы»                   | скрипка и фортепиано               |
| 2    | Посвящение Дж. Россини                                           | скрипка и фортепиано               |
| 3    | Фантазия на темы оперы Ф.-А. Буальдьё «Белая дама»               | скрипка и оркестр                  |
| 4    | Мечты / Réverie                                                  | скрипка и фортепиано               |
| 5    | Фантазия на темы оперы Ш. Гуно «Ромео и Джульетта»               | скрипка и фортепиано               |
| 6    | Каприс на тему из оперы Ш. Гуно «Мирей» (Mireille)               | скрипка и фортепиано               |
| 7    | Confidences — Romance sans paroles (Признание. Романс без слов)  | скрипка и фортепиано               |
| 8    | Souvenir de Domont                                               | скрипка и фортепиано               |
| 9    | Les Adieux (Расставания / Прощание)                              | скрипка и фортепиано               |
| 10   | Андалузская серенада / Андалусийская серенада                    | скрипка и фортепиано               |
| 11   | Сон / Le sommeil                                                 | скрипка и фортепиано               |
| 12   | Москвичка / Moscovienne                                          | скрипка и фортепиано               |
| 13   | Новая фантазия на темы оперы Ш. Гуно «Фауст»                     | скрипка и фортепиано               |
| 14   | Фантазия на темы оперы К. М. фон Вебера «Вольный стрелок»        | скрипка и фортепиано               |
| 15   | Попурри на темы оперы Ф. Герольда «Цампа» (Mosaíque de Zampa)    | скрипка и фортепиано               |
| 16   | Гавот на тему Миньон / Gavota on Mignon                          | скрипка и фортепиано               |
| 17   | Молитва и колыбельная (Priére et Berceuse)                       | скрипка и фортепиано               |
| 18   | Испанские арии / Airs espagnols                                  | скрипка и фортепиано               |
| 19   | Фантазия на темы оперы Ф. фон Флотова «Марта»                    | скрипка и фортепиано               |
| 20   | Цыганские напевы /Zigeunerweisen                                 | скрипка и оркестр                  |
| 21   | Малагенья и хабанера                                             | скрипка и фортепиано               |
| 22   | Андалузский романс и Наваррская хота                             | скрипка и фортепиано               |
| 23   | Плайера и сапатеадо                                              | скрипка и фортепиано               |
| 24   | Баскский каприс (Баскское каприччио) / Capricho vasco            | скрипка и фортепиано               |
| 25   | Фантазия на темы оперы Ж. Бизе «Кармен»                          | скрипка и оркестр                  |
| 26   | Vito y habanera                                                  | скрипка и фортепиано               |
| 27   | Арагонская хота                                                  | скрипка и фортепиано               |
| 28   | Андалузская серенада (Андалусийская серенада)                    | скрипка и фортепиано               |
| 29   | Песня соловья / El canto del ruiseñor                            | скрипка и оркестр                  |
| 30   | Болеро                                                           | скрипка и фортепиано               |
| 31   | Баллада                                                          | скрипка и фортепиано               |
| 32   | Муньейра / Muñeira                                               | скрипка и оркестр                  |
| 33   | Наварра                                                          | две скрипки и оркестр / фортепиано |
| 34   | Шотландские напевы / Airs Écossais                               | скрипка и оркестр                  |
| 35   | Fantasía en sapo Reina                                           | скрипка и фортепиано               |
| 36   | Jota de San Fermín                                               | скрипка и фортепиано               |
| 37   | Сортсико «Adiós montañas mías»                                   | скрипка и фортепиано               |
| 38   | Да здравствует Севилья! / Viva Sevilla!                          | скрипка и оркестр                  |
| 39   | Сортсико «Дерево Герники» / Zortzico de Iparraguirre             | скрипка и фортепиано               |
| 40   | Интродукция и фанданго / Introduction et fandango varié          | скрипка и фортепиано               |
| 41   | Интродукция и хота в виде каприса / Introduction et caprice-jota | скрипка и оркестр                  |
| 42   | Сортсико «Miramar»                                               | скрипка и оркестр                  |
| 43   | Интродукция и тарантелла                                         | скрипка и оркестр                  |
| 44   | Охота / La chase                                                 | скрипка и оркестр                  |
| 45   | Ноктюрн (Серенада)                                               | скрипка и оркестр                  |
| 46   | Венецианская гондольера / Gondoliéra Veneziana                   | скрипка и фортепиано               |
| 47   | Румынская мелодия / Melodía rumana                               | скрипка и фортепиано               |
| 48   | Эльф / L’Esprit Follet                                           | скрипка и оркестр                  |
| 49   | Canciones rusas (Русские песни / Русские напевы)                 | скрипка и оркестр                  |
| 50   | Памплонская хота / Jota de Pamplona                              | скрипка и оркестр                  |
| 51   | Фантазия на темы оперы В. А. Моцарта «Дон Жуан»                  | скрипка и фортепиано               |
| 52   | Jota de Pablo                                                    | скрипка и оркестр                  |
| 53   | Сон / La Rève                                                    | скрипка и фортепиано               |
| 54   | Фантазия на темы оперы В. А. Моцарта «Волшебная флейта»          | скрипка и оркестр                  |